# Andrzej Bujalski
Andrzej Bujalski herbu Kościesza – sekretarz królewski w kancelarii Aleksandra Trzebińskiego w latach 1643–1645, sekretarz w kancelarii Jerzego Ossolińskiego w latach 1638–1643, sekretarz i metrykant kancelarii królewskiej Piotra Gembickiego w latach 1638–1642  i Tomasza Zamoyskiego w latach 1635–1637, pisarz kancelarii królewskiej.  